# پارتنون (آرکانزاس)
پارتنون (به انگلیسی: Parthenon) یک منطقهٔ مسکونی در ایالات متحده آمریکا است که در شهرستان نیوتون، آرکانزاس واقع شده‌است. پارتنون ۲۸۲٫۸۶ متر بالاتر از سطح دریا واقع شده‌است.